# Indianapolis Colts 2003
La stagione 2003 degli Indianapolis Colts è stata la 50ª della franchigia nella National Football League, la 20ª con sede a Indianapolis. I Colts conclusero con un record di 12 vittorie e 4 sconfitte, terminando al primo posto della AFC South e centrando l'accesso ai playoff per il secondo anno consecutivo. Peyton Manning condivise il premio di MVP della NFL con il quarterback dei Tennessee Titans Steve McNair.
Dopo avere sconfitto i Broncos e i Chiefs nei primi due turni dei playoff, i Colts affrontarono i New England Patriots nella finale di conference, il primo scontro nei playoff tra Tom Brady e Peyton Manning. Indianapolis perse per 24-14 mentre New England avrebbe battuto i Carolina Panthers nel Super Bowl XXXVIII.

## Roster
| Roster degli Indianapolis Colts nel 2003 |
| --- |
| Quarterback - 18 Peyton Manning - 11 Brock Huard - 16 Cory Sauter Running Back - 32 Edgerrin James - 45 Tom Lopienski FB - 33 Dominic Rhodes - 35 Ricky Williams Wide Receiver - 11 JaJuan Dawson - 88 Marvin Harrison - 85 Aaron Moorehead - 83 Brandon Stokley - 86 Troy Walters - 87 Reggie Wayne - 10 Terrence Wilkins KR/PR Tight End - 44 Dallas Clark - 80 Joe Dean Davenport - 49 Pete Mitchell - 81 Marcus Pollard Offensive Linemen - 71 Ryan Diem T - 64 Rick DeMulling G - 76 Makoa Freitas T - 78 Tarik Glenn T - 56 Tupe Peko G/C - 63 Jeff Saturday C - 74 Steve Sciullo G/C Defensive Linemen - 92 Chad Bratzke DE - 79 Raheem Brock DE - 93 Dwight Freeney DE - 98 Robert Mathis DE - 90 Montae Reagor DT - 75 Larry Tripplett DT - 96 Josh Williams DT Linebacker - 58 Gary Brackett ILB - 59 Cato June OLB - 94 Rob Morris ILB - 57 Jim Nelson OLB - 50 David Thornton OLB - 53 Marcus Washington OLB - 52 Keyon Whiteside OLB Defensive Back - 28 Idrees Bashir FS - 41 Cory Bird SS - 31 Clifton Crosby CB - 34 Jason Doering FS - 20 Mike Doss SS - 39 Anthony Floyd FS - 25 Nick Harper CB - 21 Walt Harris CB - 27 David Macklin CB - 30 Donald Strickland FS Special Team - 17 Hunter Smith P - 48 Justin Snow LS - 13 Mike Vanderjagt K Lista delle riserve - 6 Tom Arth QB (NF-Inj.) - 29 Joseph Jefferson CB (IR) - 73 Adam Meadows OT (IR) - 23 James Mungro FB (IR) - 95 David Pugh DT (NF-Inj.) - 42 Detron Smith FB (IR) - 47 Donnel Thompson OLB (IR) |
| Legenda - I rookie sono in corsivo. - Il primo ruolo è il principale mentre gli eventuali successivi indicano i ruoli secondari. - (IR) sta per Injured Reserve ed indica la lista ristretta per un solo giocatore infortunato che può tornare ad allenarsi dopo la settimana 6 e a rientrare in prima squadra dopo che questa ha giocato 8 partite. - (NF-Inj.) / (NF-Ill.) stanno rispettivamente per Non-Football Injured e Non-Football Illness ed indicano le liste dove viene inserito un giocatore che ha un infortunio o una malattia non dipendente dal football americano. - (PUP) sta per Physically Unable to Perform ed indica la lista dove viene inserito un giocatore mentre è in attesa di recuperare la condizione fisica. Nella stagione regolare dopo la sesta partita giocata dalla propria squadra, il giocatore ha tempo tre settimane per riprendere ad allenarsi, più tre settimane aggiuntive dal suo rientro agli allenamenti per rientrare in prima squadra. |

Fonte:

## Calendario
| Stagione regolare |                    |                         |                    |     |        |
| Turno             | Data               | Avversario              | Risultato          | TV  | Record |
| 1                 | 7 settembre 2003   | at Cleveland Browns     | V 9–6              | CBS | 1-0    |
| 2                 | 14 settembre 2003  | Tennessee Titans        | V 33–7             | CBS | 2-0    |
| 3                 | 21 settembre 2003  | Jacksonville Jaguars    | V 23–13            | CBS | 3-0    |
| 4                 | 28 settembre 2003  | at New Orleans Saints   | V 55–21            | CBS | 4-0    |
| 5                 | 6 ottobre 2003     | at Tampa Bay Buccaneers | V 38–35            | ABC | 5-0    |
| 6                 | 12 ottobre 2003    | Carolina Panthers       | S 20–23            | FOX | 5-1    |
| 7                 | Settimana di pausa | Settimana di pausa      | Settimana di pausa |     |        |
| 8                 | 26 ottobre 2003    | Houston Texans          | V 30–21            | CBS | 6-1    |
| 9                 | 2 novembre 2003    | at Miami Dolphins       | V 23–17            | CBS | 7-1    |
| 10                | 9 novembre 2003    | at Jacksonville Jaguars | S 23-28            | CBS | 7-2    |
| 11                | 16 novembre 2003   | New York Jets           | V 38–31            | CBS | 8-2    |
| 12                | 23 novembre 2003   | at Buffalo Bills        | V 17–14            | CBS | 9-2    |
| 13                | 30 novembre 2003   | New England Patriots    | S 34–38            | CBS | 9-3    |
| 14                | 7 dicembre 2003    | at Tennessee Titans     | V 29–27            | CBS | 10-3   |
| 15                | 14 dicembre 2003   | Atlanta Falcons         | V 38–7             | CBS | 11-3   |
| 16                | 21 dicembre 2003   | Denver Broncos          | S 17–31            | CBS | 11-4   |
| 17                | 28 dicembre 2003   | at Houston Texans       | V 20–17            | CBS | 12-4   |

Nota: Gli avversari della propria division sono in grassetto.

### Playoff
| Playoff          |                 |                             |           |        |                   |         |             |
| Turno            | Data            | Avversario (seed)           | Risultato | Record | Stadio            | Sintesi | TV Ora      |
| Wild Card        | 4 gennaio 2004  | Denver Broncos (6)          | V 41–10   | 1–0    | RCA Dome          | Recap   | CBS 4:30 pm |
| Divisional       | 11 gennaio 2004 | at Kansas City Chiefs (2)   | W 38–31   | 2–0    | Arrowhead Stadium | Recap   | CBS 1:00 pm |
| AFC Championship | 18 gennaio 2004 | at New England Patriots (1) | S 14–24   | 2–1    | Gillette Stadium  | Recap   | CBS 3:00 pm |

## Classifiche
| AFC South              |    |    |   |      |     |      |     |     |     |
|                        | V  | S  | P | %    | DIV | CONF | PF  | PS  | STR |
| (3) Indianapolis Colts | 12 | 4  | 0 | .750 | 5–1 | 9–3  | 447 | 336 | V1  |
| (5) Tennessee Titans   | 12 | 4  | 0 | .750 | 4–2 | 8–4  | 435 | 324 | V3  |
| Jacksonville Jaguars   | 5  | 11 | 0 | .313 | 2–4 | 3–9  | 276 | 331 | S1  |
| Houston Texans         | 5  | 11 | 0 | .313 | 1–5 | 3–9  | 255 | 380 | S4  |

## Premi
- Peyton Manning:

MVP della NFL